# جاك إل. كوبر
جاك إل. كوبر (بالإنجليزية: Jack L. Cooper)‏ هو دي جيه أمريكي، ولد في 18 سبتمبر 1888 في ممفيس في الولايات المتحدة، وتوفي في 12 يناير 1970 في شيكاغو في الولايات المتحدة.